# Ayo Dosunmu
Quamdeen Ayopo "Ayo" Dosunmu (Chicago, Illinois; 17 de enero de 2000) es un jugador de baloncesto estadounidense que pertenece a la plantilla de los Chicago Bulls de la NBA. Con 1,96 metros de estatura, juega en la posición de base.

## Trayectoria deportiva

### Primeros años
Dosunmu nació en Chicago, hijo de inmigrantes nigerianos, descendientes del pueblo yoruba. Comenzó su etapa de instituto en el Chicago's Westinghouse College Prep, aunque tras un año fue enviado al Morgan Park High School. Durante su temporada sénior, Dosunmu promedió 25,2 puntos, 7,4 rebotes, 7,3 asistencias y 2,7 robos, siendo seleccionado para disputar el prestigioso Jordan Brand Classic en el Barclays Center en Brooklyn, Nueva York.

### Universidad
Jugó tres temporadas con los Fighting Illini de la Universidad de Illinois, en las que promedió 16,7 puntos, 4,8 rebotes, 3,9 asistencias y 1,1 robos de balón por partido, En su tercera temporada, tras promediar 20,1 puntos, 6,3 rebotes y 5,3 asistencias por partido, fue incluido en el primer equipo All-American consensuado, y fue galardonado con el premio Bob Cousy al mejor base del país.
El 26 de abril de 2021, Dosunmuse declaró elegible para el draft de la NBA, renunciando a su elegibilidad universitaria restante.

#### Estadísticas
| Año     | Equipo   | PJ | PT | MPP  | %TC  | %3P  | %TL  | RPP | APP | ROB | TPP | PPP  |
| ------- | -------- | -- | -- | ---- | ---- | ---- | ---- | --- | --- | --- | --- | ---- |
| 2018–19 | Illinois | 32 | 32 | 31.3 | .435 | .352 | .695 | 4.0 | 3.3 | 1.3 | .3  | 13.8 |
| 2019–20 | Illinois | 30 | 30 | 33.5 | .484 | .296 | .755 | 4.3 | 3.3 | .8  | .2  | 16.6 |
| 2020–21 | Illinois | 28 | 28 | 35.1 | .488 | .390 | .783 | 6.3 | 5.3 | 1.1 | .2  | 20.1 |
| Total   | Total    | 90 | 90 | 33.2 | .470 | .345 | .750 | 4.8 | 3.9 | 1.1 | .2  | 16.7 |

### Profesional
Fue elegido en la trigésimo octava posición del Draft de la NBA de 2021 por los Chicago Bulls, debutando en la NBA el 20 de octubre ante Detroit Pistons, anotando 7 puntos. El 15 de enero de 2022, anota 21 puntos y 10 asistencias con un 90% en tiros de campo ante Boston Celtics, siendo el primer rookie que consigue anotar un doble-doble de 20 puntos y 10 asistencias con ese porcentaje de acierto. Al término de la temporada fue incluido en el segundo mejor quinteto de rookies.
Durante su segunda temporada en Chicago, el 21 de diciembre de 2022 en un encuentro ante Atlanta Hawks, consigue la canasta ganadora sobre la bocina.
El 23 de julio de 2023, renueva por tres temporadas con los Bulls.

## Estadísticas de su carrera en la NBA

### Temporada regular
| Año     | Equipo  | PJ  | PT  | MPP  | %TC  | %3P  | %TL  | RPP | APP | ROB | TPP | PPP  |
| ------- | ------- | --- | --- | ---- | ---- | ---- | ---- | --- | --- | --- | --- | ---- |
| 2021-22 | Chicago | 77  | 40  | 27.4 | .520 | .376 | .679 | 2.8 | 3.3 | .8  | .4  | 8.8  |
| 2022-23 | Chicago | 80  | 51  | 26.2 | .493 | .312 | .805 | 2.8 | 2.6 | .8  | .3  | 8.6  |
| 2023-24 | Chicago | 76  | 37  | 29.1 | .501 | .403 | .810 | 2.8 | 3.2 | .9  | .5  | 12.2 |
| 2024-25 | Chicago | 46  | 26  | 30.3 | .492 | .328 | .785 | 3.5 | 4.5 | .9  | .4  | 12.3 |
| Total   | Total   | 279 | 154 | 28.0 | .502 | .361 | .773 | 2.9 | 3.3 | .8  | .4  | 10.2 |

### Playoffs
| Año   | Equipo  | PJ | PT | MPP  | %TC  | %3P  | %TL   | RPP | APP | ROB | TPP | PPP |
| ----- | ------- | -- | -- | ---- | ---- | ---- | ----- | --- | --- | --- | --- | --- |
| 2022  | Chicago | 5  | 1  | 17.2 | .308 | .231 | 1.000 | 2.6 | 2.2 | .2  | .0  | 4.0 |
| Total | Total   | 5  | 1  | 17.2 | .308 | .231 | 1.000 | 2.6 | 2.2 | .2  | .0  | 4.0 |